# ジェファソン・イン・パリ/若き大統領の恋
『ジェファソン・イン・パリ/若き大統領の恋』（-わかきだいとうりょうのこい、Jefferson in Paris）は、1995年製作のアメリカ・フランス合作映画。
アメリカ合衆国大統領になる前のトーマス・ジェファソンの若き日を描いた歴史映画。第48回カンヌ国際映画祭出品。
日本では『ジェファーソン・イン・パリ』の邦題でWOWOWで放送された後、『ジェファソン・イン・パリ/若き大統領の恋』の邦題で1998年4月25日にシネマ・カリテ（現・新宿武蔵野館）他にて公開（コムストック配給）。『ある大統領の情事』の邦題でビデオが、後に『ジェファソン・イン・パリ』と改題されてDVDが発売されている。

## キャスト
- トマス・ジェファソン：ニック・ノルティ
- マリア・コズウェイ：グレタ・スカッキ
- サリー・ヘミングス：タンディ・ニュートン
- パッツィ・ジェファソン：グウィネス・パルトロー
- ラファイエット：ランベール・ウィルソン
- リチャード・コズウェイ：サイモン・キャロウ
- ルイ16世：マイケル・ロンズデール
- マディソン・ヘミングス：ジェームズ・アール・ジョーンズ
- ジェームズ・ヘミングス：セス・ギリアム
- ジャン＝ピエール・オーモン
- ヴァンサン・カッセル
- ダニエル・メズギッシュ